# 上杉長之
上杉 長之（うえすぎ ながゆき）は、江戸時代前期の高家旗本。

## 略歴
正保元年（1644年）、上杉長貞の長男として誕生。明暦2年（1656年）12月21日、4代将軍・徳川家綱に拝謁する。
寛文3年（1663年）10月9日、父・長貞の死去により、家督を相続した。寛文5年（1665年）9月8日、高家職に就任。同年11月6日、従五位下・侍従、伊勢守に叙位・任官する。天和3年（1683年）4月2日、致仕。
天和4年（1684年）2月14日、死去。享年41。跡を長男の長宗が継いだ。長宗と次男の義陳は双子であった。